# Maurice Hauriou
Pour les articles homonymes, voir Hauriou.
Maurice Hauriou, né le 17 août 1856 à Ladiville (Charente) et mort le 12 mars 1929 à Toulouse (Haute-Garonne), est un juriste et sociologue français,.
Il est considéré comme l'un des pères du droit administratif français, en ayant fait du critère de la puissance publique son fondement,. À l'image de Léon Duguit pour l'École de Bordeaux, et même de Raymond Carré de Malberg pour l'École de Strasbourg, il a attaché son nom à une ville, Toulouse, et à une école éponyme : l'École de Toulouse,.

## Biographie

### Jeunesse
Ses études secondaires au lycée d'Angoulême sont brillantes. À la faculté de droit de Bordeaux, il obtient sa licence (1876) et son doctorat (1879) en droit,, où il se distingue spécialement en droit romain et droit civil. Sa thèse de licence a pour titre Du terme en droit romain et en droit français, et sa thèse de doctorat : Étude sur la « contradictio » : Des contrats à titre onéreux entre époux en droit français,.
Après avoir échoué deux fois de suite à l'agrégation (en 1880 et 1881) il est reçu premier à ce concours - alors unique - en 1882. Place d'autant plus méritoire qu'on a parlé de « grand concours », car en faisaient partie notamment, Maurice Hauriou (1re place), Henry Berthélemy (4e), Léon Duguit (6e), Léon Michoud (15e). Or, avec Adhémar Esmein et Raymond Carré de Malberg, ils ont été « les principaux fondateurs du droit public moderne en France » selon Philippe Malaurie.

### Carrière à la Faculté de droit de Toulouse
Le 1er janvier 1883, il est nommé comme agrégé à la Faculté de droit de Toulouse, où il est chargé du cours d'histoire générale du droit. Son ambition et son individualisme l'isolent de la vie universitaire (querelles avec son doyen, échecs de ses demandes de mutation à Paris).  Le 17 janvier 1883, il obtient une chaire d'État pour enseigner les Pandectes, et donne un cours complémentaire sur l'histoire du droit français public et privé (1883-1888). Mais il perd sa chaire en moins d'un an (en novembre 1883), et n'en retrouvera une que quatre ans plus tard (le 29 novembre 1887). 
Néanmoins, quelques mois plus tard (le 24 mars 1888), il est titularisé comme professeur de droit administratif dans sa chaire d'État. Il le sera jusqu'au 7 mai 1920, soit pendant plus de trente-deux ans à la Faculté de droit de Toulouse. En 1906, il en devient le doyen, qu'il demeurera pendant vingt ans, jusqu'à sa retraite en 1926. En parallèle, il donnera aussi des cours complémentaires en législation civile comparée (1891-1892), droit public (1894-1895), droit administratif (1895-1918, 1919-1920), science sociale (1899-1901), et principes du droit public (1920). Le 7 mai 1920, il quitte sa chaire d'État de droit administratif pour occuper celle de droit constitutionnel jusqu'en 1926, date de sa retraite. Malgré celle-ci, il semble qu'il ait continué à donner des enseignements, en qualité de simple chargé de cours, sans qu'il soit possible de savoir jusqu'à quand précisément.

## Critique et interprétation de sa pensée et de son œuvre
(mai 2019).
Jurisconsulte français à l'origine d'une œuvre singulière et importante concernant le droit public et la sociologie, Hauriou est l'auteur  notamment de la « théorie de l'institution » et d'une doctrine de la puissance publique. Son travail constitue un commentaire abondant des décisions des autorités administratives. Ses thèses ont mis en avant une vision de l'État comme puissance publique, dont la nature même justifierait un droit d'exception. Ainsi Hauriou s'est-il attaché à faire la démonstration d'un droit public hiérarchisé, en dessous d'une puissance supérieure et souveraine. Il s'affirme positiviste en adoptant une démarche scientifique épurée de considérations externes au droit, c'est-à-dire de la morale et de l'anthropologie. Il n'en reste pas moins en réaction à ses aînés qui pensent la science du droit comme un simple commentaire de la législation.
Son influence sera néanmoins considérable et de longue durée, aussi bien parmi les juristes français ou francophones, comme le  philosophe du droit libanais Ibn Assidim, que chez des juristes et publicistes étrangers, notamment allemands (comme Carl Schmitt), italiens (comme Santi Romano) et espagnols.
Sa confrontation avec Léon Duguit, éminent juriste français spécialiste du droit public, sera structurante pour le nouveau droit public français. Ainsi, le positivisme de Duguit conduit ce dernier à une critique de la souveraineté et de la théorie de l'auto-limitation de l'État, au profit d'une conception sociale de la chose publique et d'une approche sociologique du droit. On voit ici apparaître les prémices d'une conception de l'État social, producteur de services publics et soumis à une hétéro-limitation du droit (avec notamment un contrôle de constitutionnalité du droit par le juge).
Le raisonnement de Hauriou est différent ; pour lui, le pouvoir est dans la souveraineté de l'État lui-même ; de plus, ce dernier doit être appréhendé par le biais de la notion d'institution. C'est l'institutionnalisation (synonyme de consensus et de durée) qui limitera le pouvoir de l'État (c'est le principe de l'auto-limitation objective). L'État en tant qu'institution est traversé par des forces souveraines qui se limitent réciproquement et est donc, par essence, auto-limité et soumis à une « super légalité constitutionnelle ». Néanmoins, pour renforcer cette limitation, Hauriou plaidera lui aussi pour l'instauration d'un recours juridictionnel de constitutionnalité. Ainsi, si Hauriou à l'inverse de Duguit expose une théorie de l'État reposant davantage sur un principe de modération et d'équilibre, la position des deux auteurs tendra finalement à se rejoindre sur les moyens d'exercice d'une limitation juridictionnelle de l'État.

### Place de Maurice Hauriou dans l'Histoire
La place de Maurice Hauriou dans l'histoire est assez particulière. Il trouve ses idées dans l'Ancien Régime, système qui était pour lui idéal, tout en les remodelant, pour les concilier avec l'État industriel du début du XXe siècle. Comme beaucoup en son temps, Hauriou fut sensible aux désordres causés par la chute du Second Empire (en effet il fut très marqué par la défaite de 1870), la Commune, les attentats anarchistes, la montée du communisme, l'instabilité ministérielle, les tensions internationales puis la Grande Guerre et le bolchévisme, ensemble d'événements capables de renverser l'ordre établi.
La Première Guerre mondiale est l'occasion pour lui de multiplier les articles et les interventions dans le sens de la mobilisation patriotique.
Ainsi, cette guerre n'est pas que physique mais représente également un affrontement juridique. Le contexte historique et politique, en France et dans le monde, n'est donc pas très évident et cette période est marquée par beaucoup d'instabilités. Cela va fortement influencer l'œuvre de Maurice Hauriou qui prônera, tout au long de sa carrière, la nécessité d'un État stable, l'ordre et la paix sociale.

### Théorie de l'institution
Maurice Hauriou a élaboré, dans un cadre évolutionniste, la « théorie de l'institution et de la fondation ». Pour lui l'institution est :
« une idée d’œuvre ou d’entreprise qui se réalise et dure juridiquement dans un milieu social ; pour la réalisation de cette idée, un pouvoir s’organise qui lui procure des organes ; d’autre part, entre les membres du groupe social intéressé à la réalisation de l’idée, il se produit des manifestations de communion dirigées par les organes du pouvoir et réglées par des procédures.»
La notion d'institution va s'affirmer et devenir le noyau central de toute la théorie du droit public de Maurice Hauriou. Il définit alors l'État comme étant « l'institution des institutions ».
Il note une lente évolution sociale et identifie deux institutions, les « vivantes » et les « inhérentes », reflets d'une « société de chair et de sang ».
Les institutions dites vivantes résultent d'un double processus d'« incorporation » et de « personnification » ;
Hauriou distingue les institutions-choses et les institutions personnifiées « corporatives ».
L'« incorporation », c'est un pouvoir organisé. Une institution cesse de se réduire aux individus ; elle a une individualité.
La « personnification », c'est la communauté effective, la manifestation de deux communions : de l'institution et des personnes. Un lien étroit existe entre les institutions et le droit.
Les « institutions inhérentes », quant à elles, ont besoin du droit pour exister (trois types de droit). Il s'agit des droits « institutionnels », « statutaires » et « disciplinaires » qui sont utilisés par les institutions.
In fine, l'État est une institution complexe formée d'un ensemble articulé.

## Distinctions
- Officier de la Légion d'honneur (7 aout 1923)[11]

## Œuvres et publications

### Ouvrages principaux
- Origine de la corréalité, Paris, L. Larose et Forcel, 1882, 24 p.
- L'histoire externe du droit, Paris, F. Pichon, 1884, 15 p.
- Précis de droit administratif et de droit public, 1re édition 1892, 12e édition Sirey 1933 (réimp. Dalloz 2002, 1164 p.).
- Les facultés de droit et la sociologie, Paris, E. Thorin et fils, 1893, 8 p.
- La Science sociale traditionnelle, Paris, Librairie générale de la société du Recueil général des lois et arrêts, 1896, 432 p.
- La gestion administrative : étude théorique de droit administratif, Paris, L. Larose, 1899, IV-94 p.
- Leçons sur le mouvement social, données à Toulouse en 1898, Paris, L. Larose, 1899, VIII-176p.
- Précis de droit administratif et de droit public général : à l'usage des étudiants en licence et en doctorat ès-sciences politiques (4e éd.), Paris, L. Larose, 1900-1901, VI-896 p.
- Principes de droit public, 1re édition 1910, 2e édition Larose, Paris, 1916.
- Principes de droit public à l'usage des étudiants en licence (3e année) et en doctorat ès-sciences politiques (2e éd.), Paris, L. Tenin, 1916, XXXII-828 p.
- La souveraineté nationale, 1912.
- Précis de droit constitutionnel, Paris, Librairie de la Société du Recueil Sirey, 1923, VII-742 p
- Précis élémentaire de droit constitutionnel, Paris, Sirey, 1925, 307 p.
- Notes d’arrêts sur les décisions du Conseil d’Etat et du Tribunal des Conflits, publiées au Recueil Sirey de 1892 à 1928, réunies et classées par André Hauriou, Paris, 1929, 3 volumes, rééditées par La Mémoire du Droit, 2000 :
  - Tome 1, XII-743 p.
  - Tome 2, 764 p.
  - Tome 3, 846 p.
- Précis élémentaire de droit constitutionnel (2e éd.), Paris, Recueil Sirey, 1930, XI-332 p.
- Maurice Hauriou, Aux sources du droit. Le pouvoir, l’ordre et la liberté, Cahiers de la Nouvelle Journée, 1933, no 23, Paris, Bloud & Gay (réimprimé en Caen, Bibliothèque de philosophie politique et juridique, 1986, 21 cm, 191p).
- Écrits sociologiques, préf. de Frédéric Audren et Marc Milet, Paris, Dalloz, 2008, 476 p. (Réimpression de deux ouvrages de Maurice Hauriou, La science sociale traditionnelle et Leçons sur le mouvement social et de trois articles de revues sur le thème des sciences sociales : « La crise de la science sociale », 1894 ; « Les facultés de droit et la sociologie », 1893 ; « Philosophie du droit et science sociale », 1899).

### Articles de référence

#### Articles de droit
- « De la formation du droit administratif depuis l’an VIII », RGA, 1892, t. 2, p. 391.
- « Le Point de vue de l’ordre et de l’équilibre », Recueil de législation de l’Université de Toulouse, tome. V, année 1909.
- « La souveraineté nationale », Recueil de législation de Toulouse, 1912, p. 1-154.
- « Note sur le principe et l'étendue du droit à indemnité pour les victimes des dommages de guerre », Comité national d'action pour la réparation intégrale des dommages causés par la guerre, Paris, 1915, 4 p.
- « La liberté politique et la personnalité morale de l’Etat », Revue trimestrielle de droit civil, 1923, p. 329-346.
- « La théorie de l’Institution et de la fondation. Essai de vitalisme social », Cahier de la Nouvelle Journée, 4° cahier, (La cité moderne et les transformations du droit), 1925, réédité dans M. Hauriou, Aux sources du droit. Le pouvoir, l’ordre et la liberté, Cahiers de la Nouvelle Journée, 1933, no 23, (réimprimé en Caen, Bibliothèque de philosophie politique et juridique, 1986), p. 89-128.
- « Police juridique et fond du droit », RTD civ., 1926, p. 310.
- « L’ordre social, la justice et le droit », Revue trimestrielle de droit civil, 1927, p. 795-825, réédité dans M. Hauriou, Aux sources du droit. Le pouvoir, l’ordre et la liberté, Cahiers de la Nouvelle Journée, 1933, no 23, (réimprimé en Caen, Bibliothèque de philosophie politique et juridique, 1986).

#### Articles de sociologie
- « Les Facultés de droit et la sociologie », Revue générale du droit, 1893, tome 17, p. 289-295.
- « La crise de la science sociale », Revue du droit public et de la science politique en France et à  l’étranger, 1894, p. 294-321.

### Ouvrages

#### Ouvrages de langue française
- [Fac. dr. Toulouse 1929] Faculté de droit de Toulouse (éd.), Mélanges Maurice Hauriou, Paris, Sirey, hors coll., sept. 1929, 1re éd., 1 vol., XIII-832-[1], in-8o (OCLC 422264654, BNF 37440983, SUDOC 046751106).
- [Sfez 1966] L. Sfez (préf. de J. Rivero, av.-prop. d'A. Hauriou), Essai sur la contribution du doyen Hauriou au droit administratif français, Paris, LGDJ, coll. « Bibliothèque de droit public » (no 71), 1966, 1re éd., 1 vol., XV-520, gr. in-8o (OCLC 460365488, BNF 37410045, SUDOC 013289594).
- [Schmitz 2013] J. Schmitz (préf. de J.-A. Mazères, av.-prop. de L. Sfez), La théorie de l'institution du doyen Maurice Hauriou, Paris, L'Harmattan, coll. « Logiques juridiques », oct. 2013, 1re éd., 1 vol., 523, 16 × 21 cm (ISBN 978-2-343-01287-2, EAN 9782343012872, OCLC 1040865507, BNF 43690911, SUDOC 17430840X, présentation en ligne).
- [Touzeil-Divina 2013] M. Touzeil-Divina (dir.), Miscellanées Maurice Hauriou, Le Mans, L'Épitoge (diff. Issy-les-Moulineaux, Lextenso), coll. « Histoire(s) du droit » (no 1), déc. 2013, 1re éd., 1 vol., XII-362, 24 cm (ISBN 978-2-9541188-5-7, EAN 9782954118857, OCLC 870303575, BNF 43741723, SUDOC 176230467, présentation en ligne).
- [Alonso, Duranthon et Schmitz 2015] Ch. Alonso, A. Duranthon et J. Schmitz (dir.), La pensée du doyen Hauriou à l'épreuve du temps : quel(s) héritage(s), Aix-en-Provence, Presses universitaires d'Aix-Marseille, hors coll., juin 2015, 1re éd., 1 vol., 711, 16 × 24 cm (ISBN 978-2-7314-0992-5, EAN 9782731409925, OCLC 920702523, BNF 44407380, SUDOC 18814532X, présentation en ligne).
- [Blanquer et Milet 2015] J.-M. Blanquer et M. Milet, L'invention de l'État : Léon Duguit, Maurice Hauriou et la naissance du droit public moderne, Paris, O. Jacob, coll. « Histoire », avr. 2015, 1re éd., vol., 394, 15,5 × 24 cm (ISBN 978-2-7381-3240-6, EAN 9782738132406, OCLC 907972948, BNF 44327272, SUDOC 185175783, présentation en ligne).

#### Ouvrages de langues étrangères
- (it) Cesare Goretti, Il liberalismo giuridico di Maurice Hauriou, Tip. Editrice L. Di Pirola, Milano, 1933.
- (en) The French institutionalists : Maurice Hauriou, Georges Renard, Joseph T. Delos, edited by Albert Broderick, translated by Mary Welling ; introduction by Miriam Theresa Rooney, Cambridge (Mass.), Harvard university press, 1970.
- (en) The Methodology of Maurice Hauriou : Legal, Sociological, Philosophical, Christopher Berry Gray, Studies in Jurisprudence (Book 218), Rudopi, 2010, 264 p.

### Articles
- Georges Gurvitch, « Les idées-maîtresses de Maurice Hauriou », Archives de Philosophie de droit et de sociologie juridique, 1931, Tome 1, p. 155-194.
- Pascal Arrighi, « Un commentateur des arrêts du Conseil d’Etat : Hauriou », dans Le livre jubilaire du Conseil d'Etat, Paris, Sirey, 1950, p. 341-345.
- Jean Rivero, « Hauriou et l’avènement de la notion de service public », Mélanges Achille Mestre, Sirey, 1956, p. 461-471.
- Jacques Fournier, « Maurice Hauriou, arrêtiste », E.D.C.E, 1957, p. 155-166.
- « La pensée du doyen Maurice Hauriou et son influence », Annales de la Faculté de droit et des sciences économiques de Toulouse, 1968, tome XVI, fascicule 2, (réimprimé chez Pedone, 1969) :
  - Albert Brimo, « La philosophie du droit naturel du Doyen Maurice Hauriou », p. 63-78.
  - Lucien Siorat, « La sociologie du doyen Maurice Hauriou ».
  - Georges Vedel, « Le Doyen Maurice Hauriou et la science politique », p. 91-109.
  - Jean rivero, « Maurice Hauriou et le droit administratif», p. 150.
- Victor Léontowitsch, « Die Theorie der Institution bei Maurice Hauriou », dans Roman Schnur (dir.), « Institution und Recht », Darmstadt, p. 176-264, 1968.
- Roland Maspétiol, « L’idée d’Etat chez Maurice Hauriou », Archives de philosophie du droit, 1968, tome 13, p. 249-265.
- Eric Millard, « Hauriou et la théorie de l’institution », Droit et société, 1995, no 30-31, p. 381-412.
- Gilles Jeannot, « La théorie de l'institution de Maurice Hauriou et les associations », Les Annales de la recherche urbaine, 2001, no 89, p. 18-22 (latts.cnrs.fr).
- Stéphane Pinon, « Le pouvoir exécutif chez Maurice Hauriou (1856-1929) », Revue d'histoire des facultés de droit et de la science juridique, 2004, no 24, p. 119-164.
- Julien Barroche, « Maurice Hauriou, juriste catholique ou libéral ? », Revue Française d'Histoire des Idées Politiques 2/2008 (No 28), p. 307-335.
- Norbert Foulquier, « Maurice Hauriou, constitutionnaliste (1856-1929) », Jus Politicum, no 2, mars 2009 ; et dans Nader Hakim et Fabrice Melleray, Le renouveau de la doctrine française. Les grands auteurs de la pensée juridique au tournant du XXe siècle, Paris, Dalloz, 2009, p. 281-306.
- Pierre-Yves Chicot, « La notion d'ordre social dans la pensée de Maurice Hauriou : Contribution à l'étude de son œuvre », RFDA 2009, no 3, p. 419-432.
- Ronan Teyssier, « Maurice Hauriou, Écrits sociologiques », Archives de sciences sociales des religions, octobre-décembre 2009, doc. 148-66.
- Guillaume Sacriste, « L'ontologie politique de Maurice Hauriou », Droit et société 2/2011 (no 78) , p. 475-480.
- Élise Langelier, « Blum, commissaire du gouvernement, versus Hauriou, annotateur », RFDA 2013, no 1, p. 172.
- Mathieu Touzeil-Divina (dir.), « Maurice Hauriou, mystificateur ou héros mythifié ? », p. 83 et s, in Miscellanées Maurice Hauriou, ouvrage collectif, Éd. L'Epitoge, col. Histoire(s) du droit, 2014, 366 p.